# Ellina
Az Ellina női név görög eredetű szláv névből származik, jelentése hellén, görög nő.

## Gyakorisága
Az 1990-es években szórványos név, a 2000-es években nem szerepel a 100 leggyakoribb női név között.

## Névnapok
- január 7.[2]
- november 4.[2]